# María Dolores Alba Mullor
María Dolores Alba Mullor (Alcoi, 7 de maig de 1964) és una advocada i política valenciana, diputada al Congrés dels Diputats en la XII legislatura.
Llicenciada en dret, ha exercit com a advocada a Alcoi i milita al Partido Popular de la Comunidad Valenciana, amb el que fou escollida regidora a l'ajuntament d'Alcoi a les eleccions municipals espanyoles de 2003, en la que fou regidora d'hisenda, i en les de 2007 a l'oposició. Ha estat escollida diputada per la província d'Alacant a les eleccions generals espanyoles de 2016.